# Anolis lineatus
Anolis lineatus (смугастий аноліс) — вид ігуаноподібних ящірок родини анолісових (Dactyloidae). Мешкає на Карибах.

## Опис
Самці смугастих анолісів досягають довжини 7-7,5 см (без врахування хвоста), самиці 6 см. Забарвлення світло-коричневе, на боках бліді смуги з темними краями. Горловий мішок оранжево-жовтий з чорнуватими плямами, у самців він більший, ніж у самиць. Смугасті аноліси — це єдиний вид анолісів, у яких горловий мішок має асиметричне забарвлення: більш насичено-оранжеве з однієї сторони та більш жовте з іншої. У 3/4 усіх смугастих анолісів ліва сторона більш жовта. Різниця у забарвленні двох сторін горлового мішка нечітка лише у деяких самиць.

## Поширення і екологія
Смугасті аноліси мешкають на островах Кюрасао і Аруба в групі Нідерландських Антильських островів, а також були інтродуковані на острів Малий Кюрасао. Вони живуть в сухих чагарникових заростях.